# Tobias Weis
Tobias Weis (nascut el 30 de juliol de 1985 en Schwäbisch Hall) és un futbolista alemany que actualment juga al 1899 Hoffenheim.

## Carrera

### Carrera en clubs
Weis començà la seua carrera en 1990 amb el SC Bibersfeld i s'uní després de tres anys el 1993 al SF Schwäbisch Hall. Jugant en el SF Schwäbisch Hall, el juliol de 1996 va ser descobert pel VfB Stuttgart, i després de vuit anys a l'equip juvenil va ser ascendit a l'equip reserva. Weis va jugar tres temporades amb el VfB Stuttgart II en la Regionalliga Süd, després d'anar-se'n al Hoffenheim el juliol del 2007.

### Carrera internacional
Weis rebé la seua primera convocatòria per la selecció de futbol d'Alemanya en un partit amistós contra Anglaterra en el tardà 2008. Va jugar el seu primer partit amb Alemanya en un amistós contra Aràbia Saudita el 2 de juny del 2009. Va ser substituït en el minut 66 per Thomas Hitzlsperger.